# Facundo Medina
Facundo Axel Medina (ur. 28 maja 1999 w Villa Fiorito) – argentyński piłkarz występujący na pozycji środkowego lub lewego obrońcy we francuskim klubie RC Lens oraz w reprezentacji Argentyny. Wychowanek River Plate, w trakcie swojej kariery grał także w Talleres.